# رسام إيضاحي
يعد الرسام الإيضاحي أو المِيضاح (بالإنجليزية: Illustrator)‏  فنانًا متخصصًا في تعزيز المفاهيم أو توضيحها عن طريق توفير صورة بصرية يتوافق محتواها مع محتوى النص أو الفكرة المرتبطة بها. قد تكون الغاية من الرسوم الإيضاحية توضيح المفاهيم المعقدة أو المواضيع التي يصعب وصفها نصيا، ولهذا السبب غالبا ما تتوافر أغلب الرسوم الإيضاحية في كتب الأطفال.
الرسوم الإيضاحية هي فن صناعة الصور التي تتماشى مع عمل ما وتعمل على إثراءه بدون الاستدعاء إلى الانتباه المباشر وبدون تشتيت لما يتم توضيحه. والشيء الآخر هو محور الاهتمام، حيث أن دور الرسوم الإيضاحية هو إضافة الشخصية والأسلوب دون التنافس مع الأشياء الأخرى.
واستخدمت الرسوم الإيضاحية في الإعلانات، التجسيد المعماري، بطاقات التهنئة، الملصقات،الكتب، روايات مصورة، لوحات قصصية، دليل المستخدم، الأعمال التجارية، المجلات، ألعاب الفيديو، البرامج التعليمية، والصحف, يمكن أن يضيف رسام الكارتون الإيضاحي حس الفكاهة إلى القصص أو المقالات.

## التقنيات

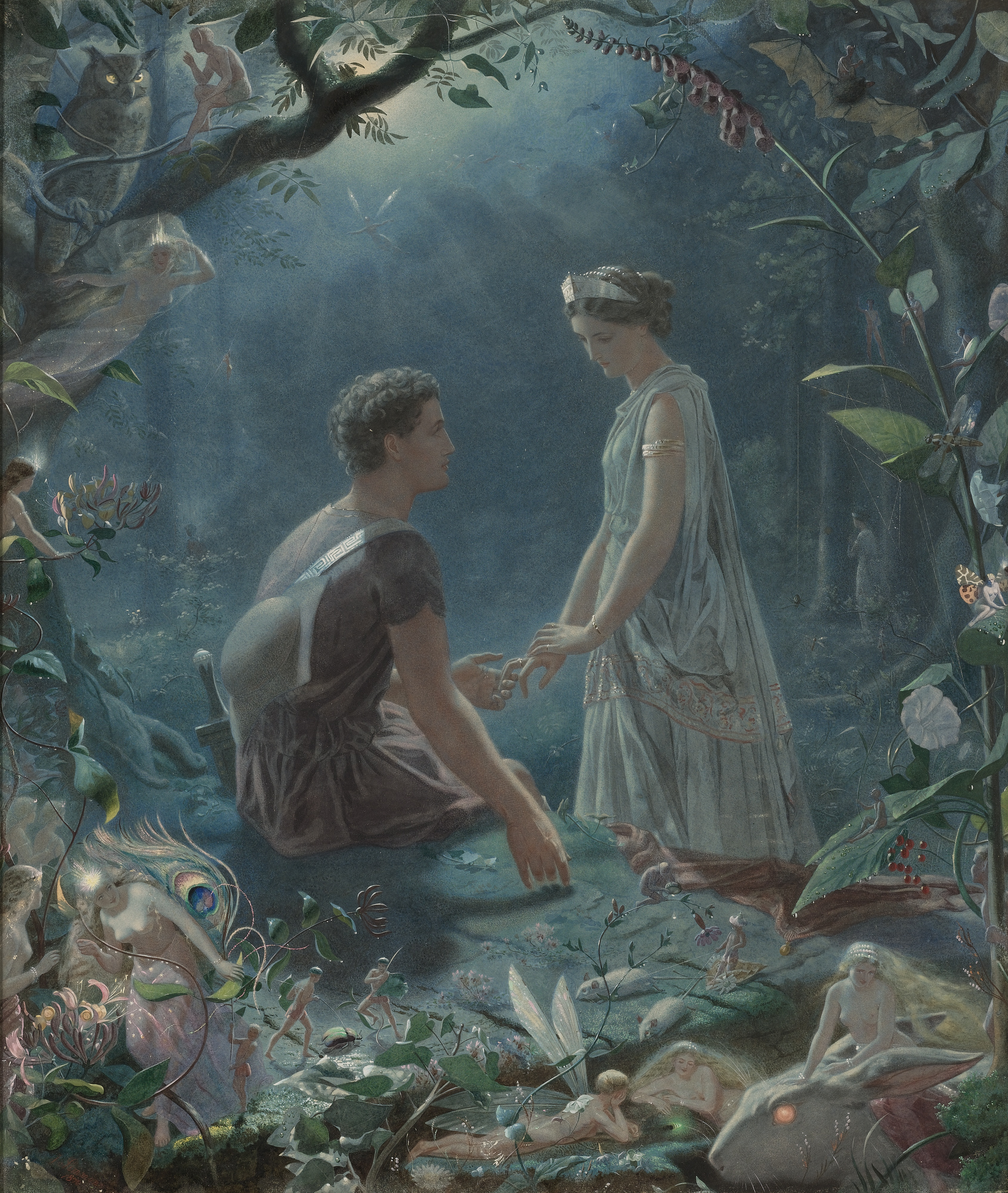
لوحة مائية، من قبل جون سيمونس، تصور هيرميا وليساندر ، من حلم لية منتصف الصيف (1870).

يتم استخدام الصور المرجعية لتكوين المشاهد والشخصيات. وأبسط مثال لاستخدام الصور المرجعية هو جعلها مصدرا للإلهام في العمل الفني، أو خلق رسومات الشخصيات والمشاهد المفصلة من الزوايا المختلفة لخلق أساسيات عالم الكتب المصورة. وتتضمن تقنيات الرسوم الإيضاحية التقليدية استخدام كلا من ألوان الماء، القلم والحبر، فرشاة هوائية، ألوان الزيت، باستيل، طباعة الخشب، والحفر على اللينو.
كان جون هيلد رساما توضيحيا، وقد استخدم مجموعة متنوعة من الأساليب والوسائط في أعماله، بما في ذلك، القلم، ورسوم الحبر، ورسومات أغلفة المجلات، والكارتون، والرسوم الكاريكاتورية، والشرائط المصورة، وتصميم الأجهزة، وكذلك أيضا خلق الفنون الجميلة بمنحوتاته الحيوانية والألوان المائية، وحضر العديد من الرسامين مدرسة الفن أو كلية من نوع، وتم تدريبهم في مختلف الرسم والرسم التقنيات.
يتضح أن الرسوم الإيضاحية التقليدية قد حدث لها طفرة هائلة في عصر وسائل التواصل الاجتماعي وذلك بفضل الإنستجرام، فيسبوك، بنترست (Pinterest)، واليوتيوب. حيث يتضح الازدهار في الرسوم الإيضاحية التقليدية والرقمية.
توفر الجامعات والمدارس الفنية دروسا متخصصة في مجال الرسوم الإيضاحية (على سبيل المثال درجة البكالريوس (مع مرتبة الشرف) في المملكة المتحدة) حيث أصبح ذلك وسيلة جديدة لهذه المهنة. الكثير من الرسامون الإيضاحيون أصحاب أعمال حرة، بتكليف من الناشرين ( في المجلات، الكتب، أو المجلات) أو وكلات الدعايا والإعلان. تعرف معظم الرسومات الإيضاحية العلمية والفنية كمخططات معلوماتية بيانية. ومن بين المتخصصين في رسومات المعلومات الرسامون الطبيون الذين يوضحون التشريح البشري، وغالبا ما يتطلب ذلك سنوات عديدة من التدريب الفني والطبي .
كان هناك وسيط شعبي خاص للرسامين الإيضاحيين الذين كانوا في 1950 و1960 ويعرف بالكازين، المماثل للتمبرا .إن سرعة ومتانة هذا الوسيط تناسب مطالب الرسامين الإيضاحين بشكل جيد. وتميز العمل الفني في كلا الطريقتين ببقاء الطلاء وتحمله قسوة السفر للعملاء والمطابع دون تعرضه للتلف.

## الرسوم الإيضاحية الرقمية

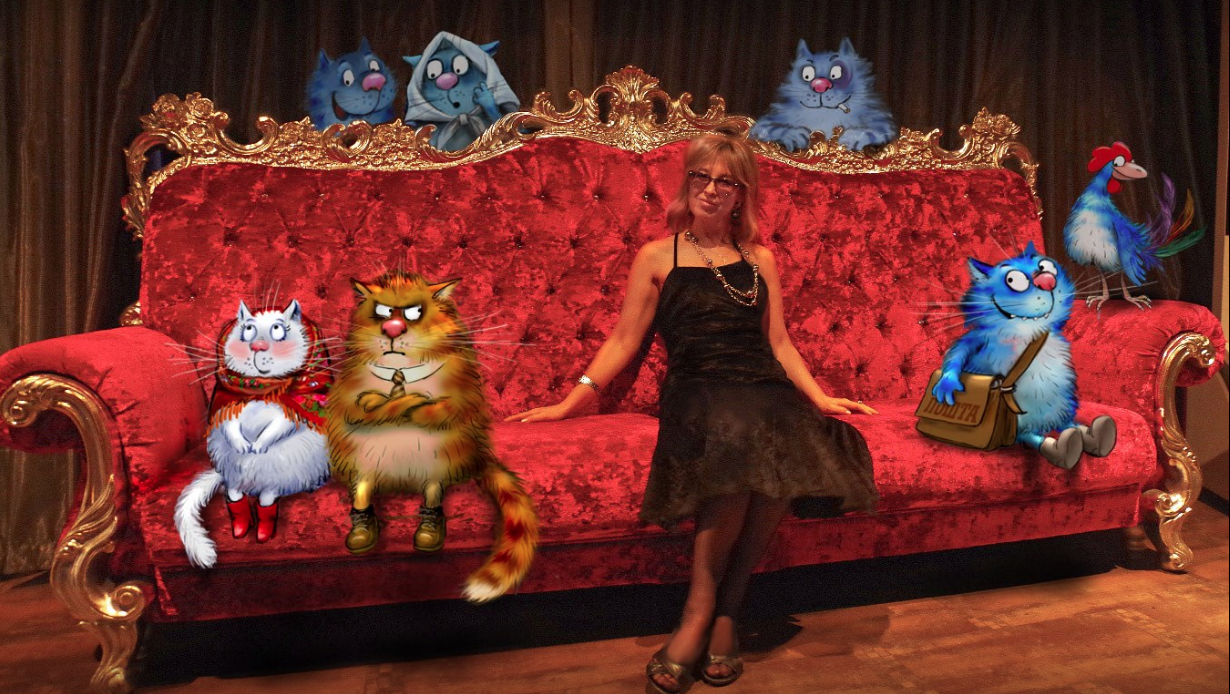
الرسامة الإيضاحية رينا زينيوك (Rina Zeniuk) تستخدم برنامج فوتوشوب لسلسلتها القطط الزرقاء (2017)

الرسم الإيضاحي الرقمي يتمثل في تقنية استخدام الكمبيوتر لإنتاج أعمال فنية أصلية. يستخدم الرسامون الرقميون مجموعة من البرامج الإيضاحية وبرامج تحرير الصور لإنشاء الفن الرقمي. الرسم الإيضاحي الرقمي ليس مجرد التلاعب في الصور باستخدام البرامج؛ بل هو صنع فعلي للفن الجديد باستخدام الأدوات الرقمية.
رسوم الحاسب الآلي الإيضاحية، أو الرسوم الإيضاحية الرقمية، تكمن في استخدام الأدوات الرقمية لإنتاج صور يتحكم فيها الفنان من حيث المعالجة المباشرة، غالبا ما يتم ذلك من قبل أجهزة اللمس مثل لوح الرسم أو الفأرة
.
غيرت أجهزة الكمبيوتر بشكل كبير هذه الصناعة واليوم، العديد من رسامو الكاريكاتير والرسامون الإيضاحيون أبدعوا الرسوم الإيضاحية الرقمية باستخدام أجهزة الكمبيوتر، لوح الرسم، وأقراص الرسومات، والماسحات الضوئية. برامج مثل أدوبي إليستراتور، أدوبي فوتوشوب، كوريل باينتر (Corel Painter)، وحاليا يتم استخدام Affinity Designer على نطاق واسع من قبل هؤلاء المهنيين.

## وصلات
- تصنيف:رسامون توضيحيون
- فرشاة هوائية
- رسام كارتون
- رسوم االموضة الإيضاحية
- مصمم جرافيك
- قلم لبدي
- تصوير (فنون تشكيلية)